# Milly-sur-Thérain
 Milly-sur-Thérain  es una población y comuna francesa, en la región de Picardía, departamento de Oise, en el distrito de Beauvais y cantón de Marseille-en-Beauvaisis.

## Demografía
| 1 050                     | 1 025 | 1 083 | 1 064 | 1 078 | 1 044 | 849 | 857 | 866 | 839 | 764 | 729 | 764 | 779 | 748 | 806 | 734 | 725 | 680 | 735 | 846 | 824 | 840 | 838 | 801 | 820 | 820 | 988 | 947 | 1 022 | 1 297 | 1 421 | 1 520 | 1 642 |
| (Fuente: INSEE y Cassini) |       |       |       |       |       |     |     |     |     |     |     |     |     |     |     |     |     |     |     |     |     |     |     |     |     |     |     |     |       |       |       |       |       |